# Savage 110FP
Savage 110FP — американская винтовка, выпускается компанией Savage Arms. Она оснащена продольно скользящим поворотным затвором. Ствол — плавающий. Ложа сделана из пластика. Приклад имеет регулируемый упор для щеки. Винтовка оснащена гнездом для креплений под оптику. Открытых прицельных приспособлений нет.